# Svetloslav Veigl
Svetloslav Veigl, či Clárus Veigl (rodným jménem Ferdinand Veigl; 24. prosince 1915 Horňany – 17. února 2010 Kráľová pri Senci), byl slovenský katolický kněz, řeholník a básník.

## Dílo
- Cestami vetrov
- Výstup na horu Tábor (1939)
- Menom ťa neviem osloviť (1941)
- Kvety na troskách (1945)
- Volanie z ďiaľky (1946)
- Láska a smrť (1946)
- Zo studne úzkosti (1963)
- Mesto na návrší (1968)
- Pred ružou nemý stojím (1988; výběr sestavený Štefanem Moravčíkem)
- Hľadanie svetla (1991)
- Zlatý kľúč (1992)
- Bardejovské rondely (1992)
- Rodinné rondely (1994)
- Nebo na zemi (1995)
- Klopem a volám (1996).
- Doma pod oknami (1997)
- Jemu jedinému (2000; výběr doplněný o nepublikované básně)
- Plnosť času (2000)
- Nerušte túto ružu (2000, výběr díla)